# Río Choapa
Der Río Choapa ist ein Fluss in Chile. Er liegt in der Región IV von Chile, etwa 200 km nördlich von Santiago de Chile. Er hat eine Länge von 160 km.
Er entsteht durch den Zusammenfluss der Flüsse Río Cuncumén und Río Totoral. Zusätzlich wird er von Río Illapel und Río Chalinga gespeist. Er mündet bei der Stadt Huentelauquén in den Pazifischen Ozean. Die wichtigste Stadt in seiner Nähe ist Illapel. Der Fluss ist eine wichtige Trinkwasserquelle für die Region IV.